# 婆罗多布尔专区

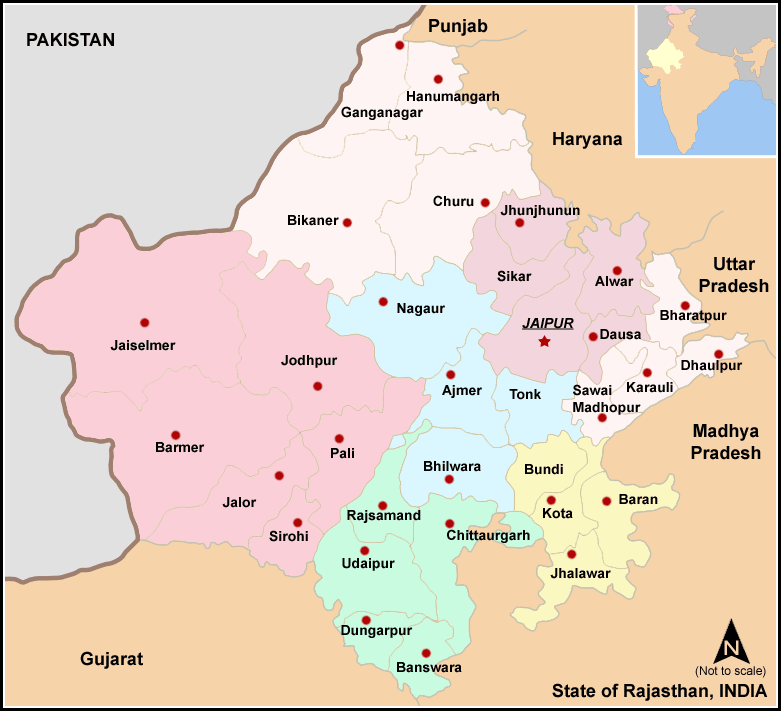
拉賈斯坦邦的七個专区。婆罗多布尔专区位於最右側。

婆罗多布尔專區（Bharatpur division）是印度拉賈斯坦邦的行政區劃之一。下轄四個县，即婆罗多布尔县、托尔布尔县、格劳利县和瑟瓦伊马托布尔县。1985年，北方邦幹部的官員迪帕克·特里維迪（Deepak Trivedi）先生成為該地區首位登上州議會第一職位和首位專區官員的人。